# Thierry Kasereka
Thierry Kasereka est un joueur de football de la République démocratique du Congo,. 

## Carrière
Kasereka est né à Goma dans la province du Nord-Kivu et a vécu un certain temps avec ses parents à Crișcior, Hunedoara, Roumanie, en Transylvanie, avant de retourner en République démocratique du Congo en 2003. 

### Carrière

#### En club
Kasereka a commencé sa carrière au Centre de formation de football à Kinshasa[réf. nécessaire] Il est ensuite parti au DC Virunga  au printemps 2005 avant de rejoindre l'équipe de jeunes de l'AS Vita Club en 2007. à l'été 2010, Kasereka a signé avec l'équipe senior de l'AS Vita Club Kinshasa, en Ligue 1. Lors de sa première saison senior (2010), il a immédiatement remporté le championnat national. 

#### Équipe nationale
Kasereka a été dans l'équipe de la République démocratique du Congo présélectionné pour le Championnat d'Afrique des nations 2014 en Afrique du Sud, avant d'être éliminé de l'équipe finale de l'entraîneur national Claude Le Roy peu avant le début du tournoi. Kasereka a joué jusqu'à présent dans six matchs internationaux A depuis sa première nomination en 2011. Il avait auparavant joué dans les moins de 23 ans de la RD Congo en qualifications pour les Jeux olympiques d'été de 2012 à Londres. Il a également participé au prestigieux tournoi de Toulon en 2013. 

## Trophées
AS Vita Club
- Champion congolais (1): 2010